# Teatro en Chile

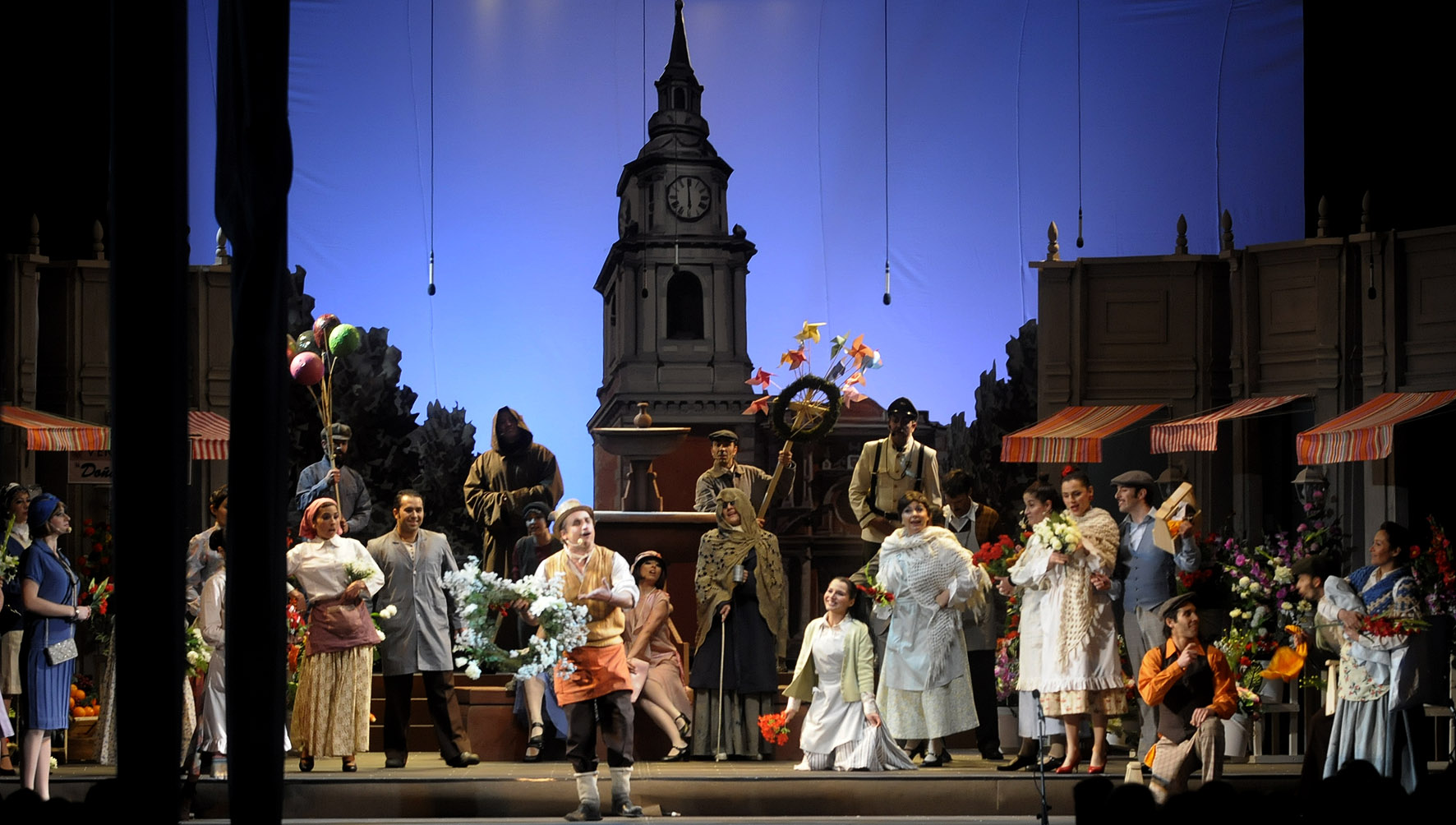
Montaje de la comedia musical La pérgola de las flores, de Isidora Aguirre en 2010. Estrenada originalmente en 1960, es considerada una de las más clásicas piezas teatrales chilenas.

El teatro en Chile, aunque con aislados antecedentes en ritos indígenas, y representaciones coloniales y poscoloniales de origen español-americano, nació como tal de la mezcla de las influencias de estas dos, con un carácter eminentemente popular, combinando elementos provenientes de diversas disciplinas dramáticas, como la pantomima, la farsa y el monólogo crítico.
Ya hacia 1600 se registraron en Chile las primeras representaciones dramáticas, a partir de obras escolásticas relacionadas con celebraciones religiosas. De a poco el arte dramático se fue expandiendo a temas profanos, con espectáculos de comedias, sainetes y loas a lo largo del Chile colonial, primero en el marco de celebraciones civiles oficiales y luego, hacia fines del siglo XVIII, como entretenimientos artísticos regulares. A principios del siglo XX se produjo un explosivo desarrollo del teatro chileno, tanto por la aparición de dramaturgos como de compañías nacionales, que transformaron una escena dominada hasta entonces por autores, actores y directores extranjeros. El teatro constituyó siempre una importante actividad cultural nacional durante todo el siglo XX, desde su configuración como teatro chileno, durante la primera mitad del siglo, hasta la explosión de obras escritas y montadas por profesionales chilenos, después de 1950. Una de sus más altas expresiones fueron los teatros universitarios: el Teatro Experimental de la Universidad de Chile (posteriormente Instituto del Teatro de la Universidad de Chile, ITUCH) y el Teatro Ensayo de la Universidad Católica. Ambos desarrollaron su actividad dando cabida a la experimentación, a la docencia, con una clara política de extensión y apoyo al teatro aficionado y una preocupación por el desarrollo de la cultura nacional.
Los más representativos exponentes de la dramaturgia chilena se han reconocido en Armando Moock, Antonio Acevedo Hernández y Germán Luco Cruchaga, durante las primeras décadas del siglo XX, y luego en referentes como Isidora Aguirre, Alejandro Sieveking, Egon Wolff, Juan Radrigán, Ramón Griffero y las compañías Teatro Ictus y Teatro Aparte, entre muchos otros. En la dirección sobresalen las figuras históricas de Pedro de la Barra, Víctor Jara y Andrés Pérez, mientras que en la actuación teatral destacan actrices como Bélgica Castro, María Cánepa, Carmen Bunster, Marés González, Ana González, Silvia Piñeiro, y actores como Alejandro Flores Pinaud, Pedro Sienna, Agustín Siré, Tomás Vidiella, Héctor Noguera, Jaime Vadell y Alfredo Castro.

## Historia

### Teatralidades prehispánicas
Algunos autores sugieren que existió en el pueblo mapuche cierto nivel de representatividad escénica evidenciable en el registro de algunas ceremonias y celebraciones, aunque si bien no al nivel de desarrollo propiamente teatral de los incas y mayas. El cronista Diego de Rosales (1603-1677) en su Historia del Reyno de Chile señaló que los mapuches carecían de «fiestas públicas, de toros, cañas, comedias, ni las que se hacían en los antiguos anfiteatros». Sin embargo, en el marco de rituales mágicos y ceremonias religiosas centrales dentro de su cultura, montaban representaciones y espectáculos que incorporaban elementos susceptibles de ser considerados como teatrales. Como reseña Eugenio Pereira Salas, los cronistas coloniales describieron el uso de tabladillos que funcionaban a modo de proscenios, donde tenían lugar danzas y actos que los espectadores de más prestigio presenciaban desde gradas en altura. Esta práctica demuestra que los mapuches «habían delimitado el espacio para la concentración óptica en el escenario de sus representaciones» lo que, sumado al empleo de vestimentas y pintura corporal para caracterizar a distintos personajes, da cuenta del arraigo de la expresión dramática dentro de estas comunidades. De acuerdo a la relación del Padre Rosales, Pereira Salas asegura que los mapuches incluso habían creado «tipos histriónicos genéricos». Un ejemplo de ello es el personaje que aparecía en la celebración del mingaco, «cuando entraba por una escalera un muchacho tiznado y vestido a lo gracioso, bailando y cantando y dando saltos que producían risas». Un tipo de «danzantes ridículos» también es descrito por Pineda y Bascuñán, cuando habla de personajes que traían ceñidas a las cinturas unas tripas bien llenas de lana, y más de tres a cuatro varas, a modo de cola colgando, tendida por el suelo, quienes entraban y salían por una y otra parte bailando al son de los tamboriles, «dando coladas a las indias, chinas y muchachos que se andaban tras ellos haciéndoles burlas y riéndose de su desnudez y desvergüenza».

### Siglos XVI al XVIII: primeras representaciones dramáticas en Chile
Con la llegada de los españoles, se establecen en el Chile colonial las primeras formas dramáticas, sobre todo representadas en celebraciones religiosas católicas. Las primeras manifestaciones escénicas consistieron en breves piezas de temática religiosa, originadas en el culto cristiano medieval y traídas por los españoles. Se trataba de diálogos sencillos, en los que diversos oficiantes interpretaban con ingeniosos atuendos a los personajes bíblicos, al tiempo que respondían a las alocuciones del sacerdote. La Compañía de Jesús, afincada en Santiago a partir de 1593, aprovechó el arte dramático para la evangelización de las sociedades aborígenes, mediante epigramas, demostraciones de letras y coloquios. Entre estas últimas, se tienen registro de representaciones teatrales escolásticas como Coloquio del Hijo Pródigo y Coloquio del Ángel de la Guarda, ambas en 1612. El 10 de septiembre de 1662, se construyó un «tablado de comedias», por orden del Cabildo de Santiago, para usarse en las festividades y entretenciones populares. A fines de ese año se representó el auto sacramental El Pastor Lobo, impreso en Zaragoza tres años antes, en los jardines de la casa del gobernador Ángel de Peredo, actuado por Jerónimo Moncada como el buen pastor, Francisco Sandoval como el lobo malo y Clarita Ortega, esposa de este último, como la heroína. Además de las obras religiosas hispánicas y latinas celebradas con ocasión de las festividades religiosas del calendario colonial, durante los siglos XVII y XVIII se representaban usualmente comedias y entremeses, aunque siempre bajo el rigor teológico y moral de la Iglesia Católica local. Ante la duda de la sociedad santiaguina colonial respecto a si las representaciones dramáticas sobre asuntos profanos eran permitidas o no por la Iglesia, el fray Gaspar de Villarroel determinó que «ni los que escribían piezas dramáticas, ni los que las ponían en escena, ni los que las oían, cometían precisamente pecado mortal, pues esto dependía del modo como estaban escritas, del modo como eran ejecutadas y del modo como eran atendidas».
En 1709, el gobernador Juan Andrés de Ustáriz, hizo construir con vista al patio interior de la residencia de los capitanes generales en la Plaza de Armas de Santiago (en el sitio del actual Correo Central de Santiago) un Salón de Comedia, mientras en Valparaíso Benjamín Vicuña Mackenna apunta la existencia de una antigua bodega transformada en teatro, con costales como asientos para los espectadores. En La Serena, por su parte, se registra que en 1708 fueron representadas tres comedias en honor al nacimiento del príncipe heredero Luis I, mientras en Talca se representaron dos comedias el día de la exaltación al trono de Carlos III. Con ocasión del ascenso de Carlos IV, don Ambrosio O'Higgins encomendó a Joaquín Toesca la construcción de un teatro provisional (en el actual Mercado Central), donde se presentaron las obras Domine Luccas de José de Cañizares, Los españoles en Chile (basada en La Araucana de Alonso de Ercilla), y los estrenos El genízaro de Hungría de Juan de Matos Fragoso, Hipocondríaco (adaptación anónima de Rousseau) y El mayor monstruo los celos, de Calderón. Tanto fue el éxito e impacto de este festival teatral, que los regidores del Cabildo de Santiago solicitaron formalmente al gobernador O'Higgins en enero de 1793 que se erigiera una permanente «casa pública de comedias a semejanza de la que había formado Joaquín Toesca», con el antecedente que dos años antes el Cabildo de Valparaíso ya había encomendado establecer un coliseo teatral. El primer teatro provisional es el hito que marca el afianzamiento en Chile de la práctica teatral como un fenómeno comunicativo y de espectáculo sujeto a los cánones occidentales, ejecutado en una sala diseñada para ese propósito y bajo la conducción de un texto dramático.

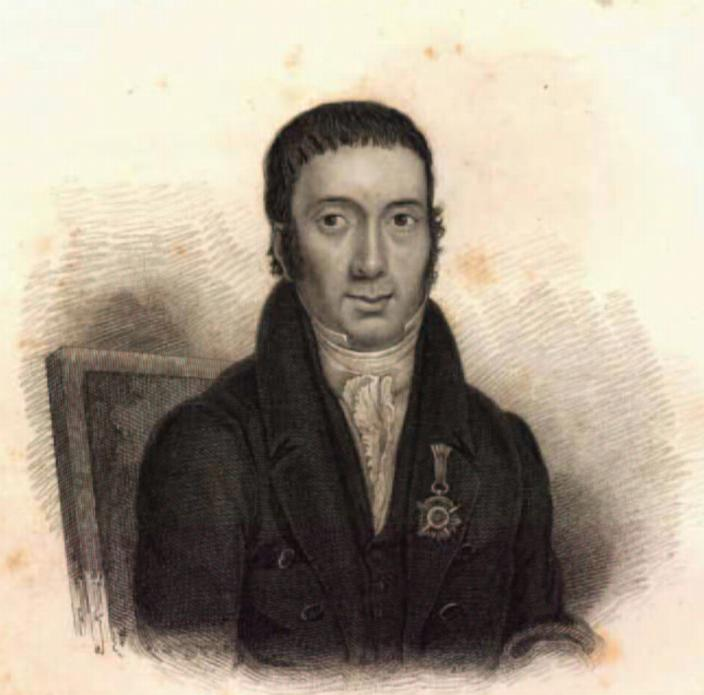
Juan Egaña (1768-1836), prestigioso político y jurista, también se desempeñó como un prolífico traductor y dramaturgo de obras teatrales estrenadas a inicios del en Santiago

La moda neoclásica llegó con relativo atraso a Chile, y Santiago tuvo su época dorada de teatro en los años de la administración de Luis Muñoz de Guzmán (1799-1803). Hacia 1802 se erigió en Santiago el esperado Coliseo para representaciones teatrales en el sitio del antiguo basural de Santo Domingo, siendo una sencilla edificación de adobe de dos pisos donde se presentaron de manera regular comedias y sainetes, entre 1802 y 1804, por la compañía de Joaquín de Oláez y Gacitúa. Varias de las obras fueron traducidas o de autoría de Juan Egaña, como los melodramas líricos Zenobia de Metastasio, El amor vence al deber, Porfía contra desdén, El valiente a la moda y Pitágoras y los genios. En 1813, y tras las deudas que provocaron zozobras en la administración del Coliseo desde 1806, el gobierno patriota canceló el contrato de arriendo del teatro por las ideas antirrepublicanas de su dueño, pero el 24 de julio de 1815, tras la reconquista española, Casimiró Marcó del Pont mandó abrir un nuevo teatro en Santiago, en la esquina de las calles Merced y Mosqueto, del cual se volvió benefactor personal y habitual asistente a su palco. El teatro estaba cargo de la Compañía Cómica de Nicolás Brito y Josefa Morales, y finalizó sus funciones tras el triunfo de los patriotas y la huida de Marcó del Pont en 1817.

### El teatro republicano: 1818-1900
Establecida la República de Chile definitivamente, fue una preocupación importante de los patriotas educar al pueblo respecto a los valores republicanos. Ya en 1812, Camilo Henríquez decía en La Aurora de Chile: 

La instrucción se comunica de muchos modos: los discursos políticos, la lectura de los papeles públicos y la representación de dramas políticos y filosóficos, deben ocupar el primer lugar. Yo considero al teatro únicamente como una escuela pública, y bajo este respecto es innegable que la musa dramática es un grande instrumento en las manos de la política
Camilo Henríquez

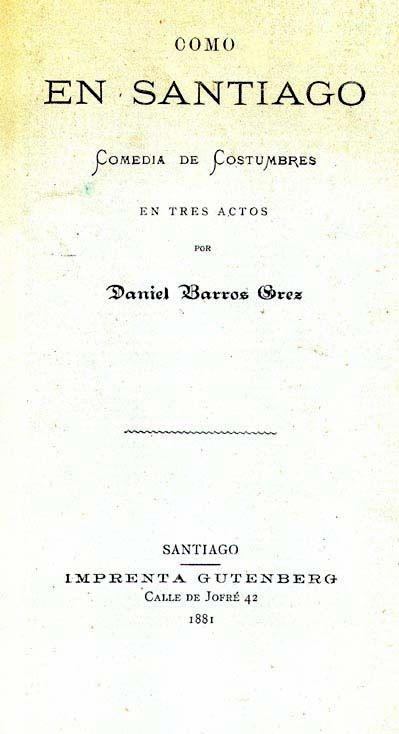
Como en Santiago, de Daniel Barros Grez, una de las obras cumbres del teatro chileno del siglo XIX

Años después, en su Código Moral, Juan Egaña dio el carácter oficial de este rol del teatro, estableciendo que los espectáculos dramáticos serían una escuela de moralidad y virtudes cívicas, prohibiéndose obras que no se dirigieran a fomentar el amor a la patria. Así, las obras teatrales exhibidas durante los primeros años de la República se orientaron a adaptar a las tablas a autores de la Ilustración y traducciones de clásicos ingleses e italianos como Shakespeare, Joseph Addison y Vittorio Alfieri, y a las comedias de magia y lacrimógenas, evitando las composiciones españolas con alusiones monárquicas. El mismo Camilo Henríquez escribió un par de obras en esta época: La Camila o la patriota sudamericana (1817) y La Inocencia en el asilo de las virtudes, aunque el crítico Raúl Silva Castro las consideró proclamas políticas más que obras teatrales propiamente dichas. Otro rasgo interesante de la época fue el constante movimiento de grupos teatrales y artistas trashumantes entre Chile y Argentina, al que luego se sumaron Perú, Ecuador y Colombia.
 

A medida que avanzaban los años y las restricciones antihispanas iban cediendo, varias compañías de teatro extranjeras, sobre todo españolas, visitaron Chile con espectáculos de zarzuela y opereta italiana, entre otros. Este fenómeno sirvió como semilla en el público chileno, que se acostumbró a asistir al teatro y, con ello, desarrolló un gusto por esta disciplina artística. Por otra parte, fue una importante escuela para artistas nacionales que aprendieron técnicas y procedimientos que, en un período posterior, fueron aplicados en compañías chilenas. Durante el último cuarto del siglo, el teatro también se convirtió en un espacio para la progresiva creación dramatúrgica y formación de compañías alrededor de la zarzuela y los sainetes. Destaca en este periodo Daniel Barros Grez, considerado uno de los precursores del teatro chileno, quien escribió punzantes críticas a la idiosincrasia nacional de la época en sus obras Como en Santiago (1875) y La iglesia y el estado: fantasía trágica en un acto (1883). La importancia de Barros Grez, tanto para el nacimiento y desarrollo de la dramaturgia chilena como para el mismo devenir de la narrativa y de corrientes como el costumbrismo, queda atestiguada en el permanente interés por el redescubrimiento de su obra, expresado no sólo en la actualidad de sus montajes teatrales y la reposición de sus obras, sino en una vasta producción crítica en torno a su obra. 

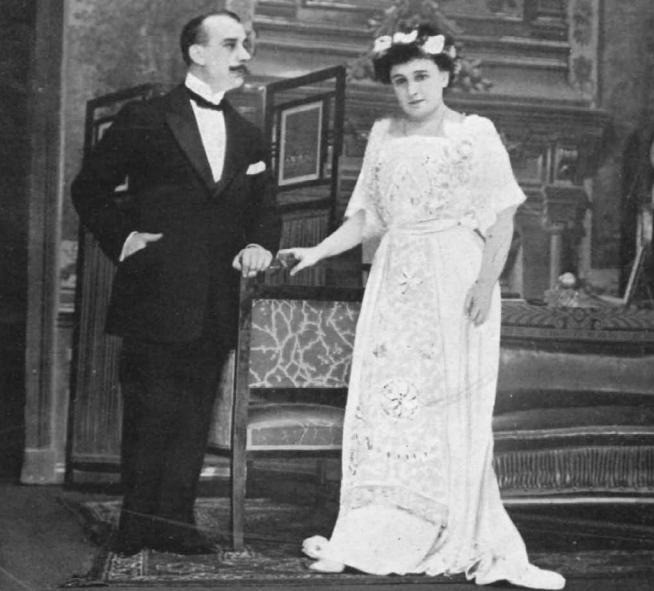
María Guerrero y Fernando Díaz de Mendoza en Amores y amoríos (1910)

### Nacimiento del teatro chileno: 1900-1930
En los albores del siglo XX, la actividad teatral chilena se concentraba mayormente en presentaciones de grupos extranjeros, como la compañía de Pepe Vila, actor y empresario valenciano, las compañías de Joaquín Montero y Miguel Muñoz, y las visitas de María Guerrero y Fernando Díaz de Mendoza. Los incipientes ensayos de dramaturgos nacionales en esa época estuvieron representados por el escritor y periodista Rafael Maluenda, quien en 1907 estrenó el entremés Por un clavel y en 1911, La Suerte, comedia en tres actos de marcada tendencia chejoviana. Por su parte, Víctor Domingo Silva estrena en Valparaíso, en 1908, su drama El pago de una deuda, con motivos de malversación de fondos y ludopatía. Eduardo Barrios en Mercaderes en el templo, estrenada a mediados de 1911, también emplea el motivo del dinero y la usura, inspirado en la dramaturgia del español Jacinto Benavente.

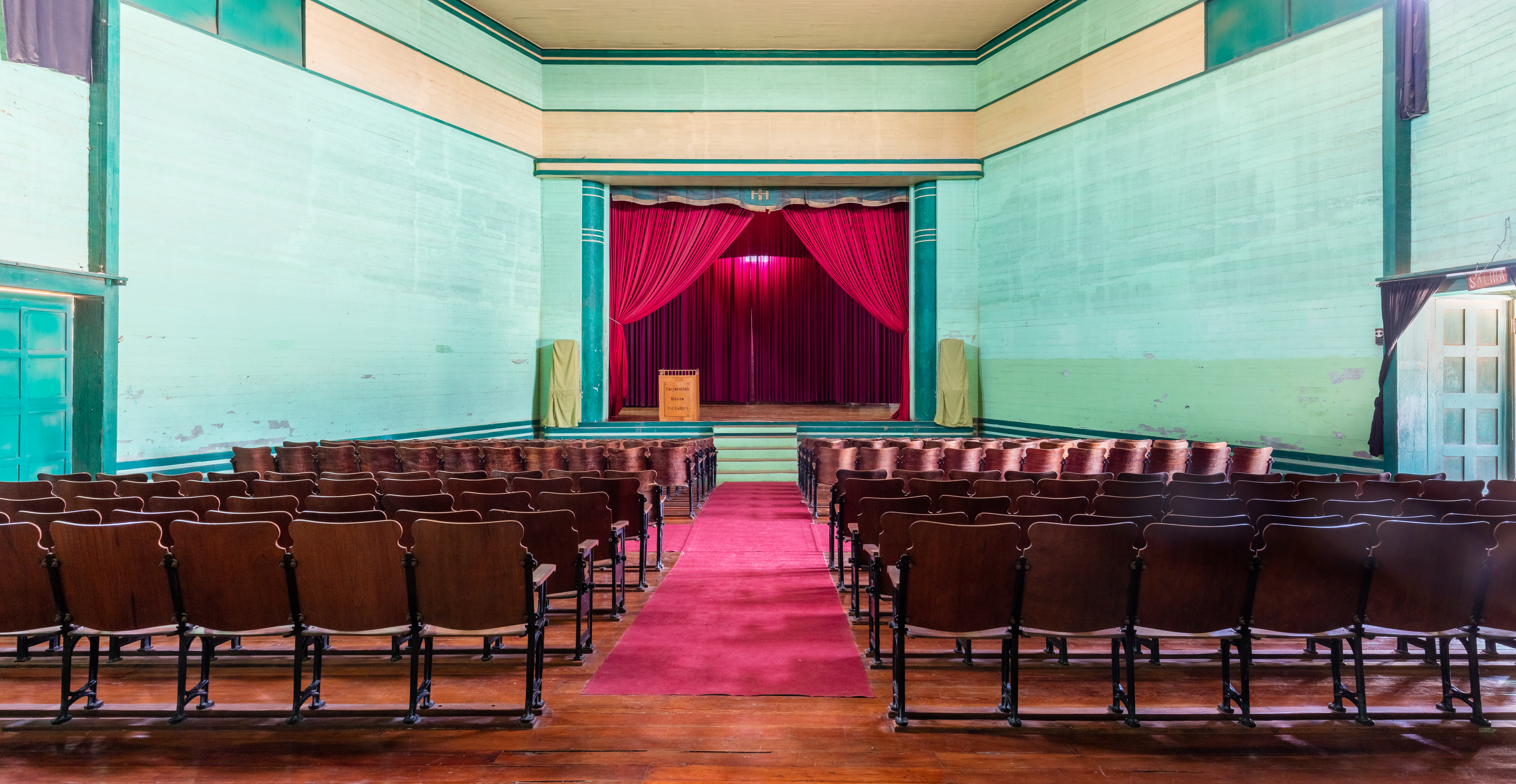
Interior del restaurado teatro de Humberstone. En las oficinas salitreras se montaron diversas obras del denominado «teatro obrero» a inicios del.

A comienzos del siglo XX, el teatro chileno sufrió un importante cambio. Sin desconocer su larga data en la cultura nacional, fue a partir de la primera década del siglo recién pasado que comenzó a perfilarse con un marcado acento nacional. Este fenómeno se reflejó en dos ámbitos de la creación nacional. El primero, corresponde a la explosiva aparición de dramaturgos nacionales a partir de 1910. El segundo, al considerable incremento de montajes de compañías teatrales con actores, directores y técnicos chilenos. De esta forma, los grupos teatrales chilenos prescindieron de las producciones extranjeras y se profesionalizaron. Hacia 1915, se había constituido una compañía de actores aficionados, con el nombre de Chile Excelsior, formada en su totalidad por actores chilenos, y con el propósito de representar obras de autores nacionales. Alcanzó a realizar una temporada en el Teatro Electra, con La Otra, de René Hurtado Borne, El despertar de una casa, de Guillermo Gana Henquíñigo y Manuel Ovalle, y Quien mucho abarca..., de Carlos Cariola y Rafael Frontaura. En 1915 se organiza la Sociedad de Autores Teatrales de Chile y en 1917, se crea la Compañía Dramática Chilena, a cargo de los comediantes Enrique Vaguean y Arturo Bürhle. Asimismo, se desarrolló el denominado «Teatro Obrero» en las oficinas salitreras, fenómeno impulsado, principalmente, por Luis Emilio Recabarren.
La producción teatral en esta época fue de corte realista y costumbrista. Armando Moock (1894-1942) fue el autor más representativo de la creación teatral en ese período; Germán Luco Cruchaga, autor de La viuda de Apablaza (1928) y principal exponente del naturalismo criollista, y Antonio Acevedo Hernández, autor de Chañarcillo (1936), considerado el padre del teatro social chileno, son representantes de este fenómeno de avanzada cultural. Moock, Acevedo Hernández y Luco Cruchaga son considerados como los dramaturgos chilenos modernos de mayor notoriedad hacia principios del siglo XX y catalogados como «clásicos» del teatro nacional. Sus obras, particularmente Chañarcillo, Árbol viejo, Almas Perdidas y La canción rota, de Acevedo Hernández; Pueblecito, de Moock y La viuda de Apablaza, de Luco Cruchaga, son piezas reconocidas como expresiones genuinas de la realidad nacional, vigentes incluso a la actualidad.

### Auge: 1930-1950

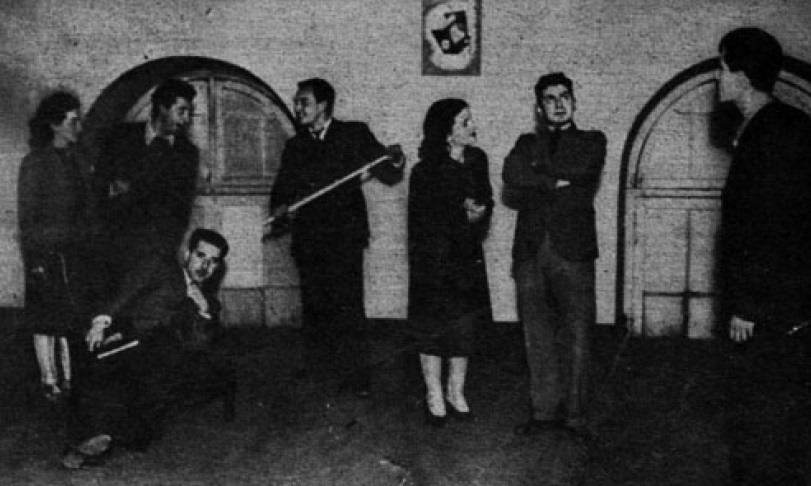
Estudiantes de Teatro Experimental en un ensayo, dirigidos por Pedro de la Barra (1941).

A partir de la década de 1930, las salas de teatro se multiplicaron en todo el país; comenzaron las giras a provincia y las funciones de carácter popular, lo que atraía a las clases sociales que hasta ese momento estaban alejadas de las artes escénicas, se hablaba con giros y modismos populares, escenificaban personajes reconocibles y se referían a temas y problemáticas del país. Esa década también fue clave en el desarrollo de la actividad teatral universitaria. Con el lema "gobernar es educar", el gobierno de Pedro Aguirre Cerda, a través del Ministerio de Educación y la Universidad de Chile, intervino con fuerza en distintas disciplinas del ámbito cultural, desarrollando un teatro moderno que mostró tanto la vanguardia teatral de entonces como los clásicos, pero desde una perspectiva nacional, además de exhibir las nuevas técnicas que eran empleadas en los teatros europeos y norteamericanos.
En 1935 se creó la Dirección Superior del Teatro Nacional que en 1948 pasó a depender de la Universidad de Chile. En 1941 se fundó el Teatro Experimental de la Universidad de Chile (TEUCH), que se había venido gestando entre los estudiantes del Instituto Pedagógico, animado por Pedro de la Barra, su principal dirigente y figura fundamental en la dirección teatral chilena posterior. La crítica especializada considera la fundación del TEUCH como el punto de partida de la actividad teatral universitaria, que posteriormente se convertiría en un movimiento que alcanzó a todo el territorio nacional y que aportó nuevas perspectivas y energías a la escena teatral chilena. Esta propuesta incluyó la creación de la revista Teatro, que fue un importante instrumento de difusión y discusión de la actividad teatral desarrollada en el país. En 1943 nació el Teatro Ensayo de la Universidad Católica, que tuvo entre sus iniciativas la publicación de la revista Apuntes. Ambos teatros universitarios contribuyeron al desarrollo de nuevas temáticas nacionales, que abarcaron dramas sociales, teatro psicológico, comedia criollista y el rescate de lo folclórico, cuyas repercusiones se plasmaron, fuertemente, en los dramaturgos de la Generación Literaria de 1950 y que se consolidaron en el desarrollo de la dramaturgia nacional en la segunda mitad del siglo XX. Asimismo, fueron un foco de creación y entusiasmo que irradió a grupos estudiantiles de todo el país que prontamente comenzaron a desarrollar su propio quehacer artístico. Es así como nacieron los grupos de Teatro de la Universidad de Concepción (TUC), en 1945, de la Universidad Técnica del Estado (Teknos), en 1958; y el Teatro de la Universidad de Antofagasta, en 1962. En paralelo, la Agrupación Teatral de Valparaíso (Ateva), directamente patrocinada por el Instituto del Teatro de la Universidad de Chile, logra su consolidación profesional.

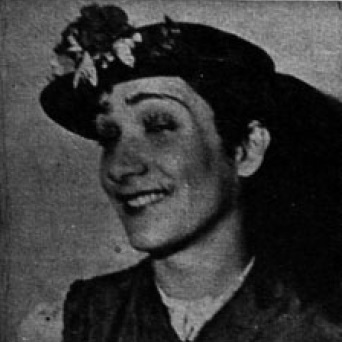
Ana González como La Desideria (1941)

Paralelamente, acontecimientos internacionales como la Guerra Civil Española y la Segunda Guerra Mundial, trajeron a Chile a compañías extranjeras –Margarita Xirgú, Louis Jouvet y el ballet de Joss, entre otros-, cuya producción escénica y dramática aportó elementos nuevos a la escena teatral chilena. Empresarios o primeros actores asentados obligadamente en Chile huyendo de Europa se constituyeron en cabezas de compañías en las que prontamente también ingresaron actores chilenos, como Arturo Bürhle, Alejandro Flores Pinaud, Pedro Sienna, Rafael Frontaura, Nicanor de la Sotta, Olvido Leguía, Elena Puelma, Elsa Alarcón, Evaristo Lillo, Italo Martínez, entre otros, quienes con el tiempo fueron formando sus propias empresas escénicas.
En los años 1940 la cartelera se diversificó, ya que a las comedias y revistas se sumaron nuevas tendencias europeas y obras nacionales. Un ejemplo del diálogo entre estos diferentes estilos es la carrera de Ana González, quien partió actuando en comedias y después integró elencos universitarios. En esta década comenzaron su carrera destacadas actrices que merecieron el Premio Nacional de las Artes de la Representación como María Cánepa, quien participó de la fundación de la Compañía Escuela Teatro Q, Bélgica Castro, Marés González y Silvia Piñeiro. Con todo, el auge del cine en Chile supuso una merma en la actividad teatral nacional. El dramaturgo Benjamin Morgado escribió, en 1943, un lapidario ensayo titulado Ecllpse parcial del teatro chileno, en que determina los principales antecedentes responsables del atraso del arte escénico entonces: los empresarios teatrales que transformaron sus salas y escenarios, rehabilitándolas exclusivamente para funciones de cine, negocio más seguro; a los actores y cabezas de compañías que no aplicaban un criterio selectivo en la formación de sus repertorios; a los autores que no mejoraban la calidad de sus obras, porque siempre estaban «dispuestos a hacer concesiones a un público mediocre, de mal gusto e inculto»; y a los críticos, que según él solo se veían conmovidos por compañías extranjeras, deleznando las obras nacionales.

### Nuevo despegue: 1950-1973
La actividad teatral en Chile se revivificó entre los años 1950 y 1960, y el quehacer teatral se caracterizó por una gran diversidad de aproximaciones estéticas y temáticas, lo que impidió clasificaciones exactas y tajantes. Se estrenaron varias obras exitosas de diversos dramaturgos nacionales: Fernando Cuadra con Las medeas (1950) y La niña en la palomera (1967), Hernán Millas con El invitado viene de lejos (1951), María Elena Gertner con La mujer que trajo la lluvia (1951) y La rosa perdida (1952), Luis Alberto Heiremans con La hora robada (1952) y ¡Esta señorita Trini! (1958), Gabriela Roepke con La invitación (1954), Miguel Frank con Tiempo de vals (1954), María Asunción Requena con Fuerte Bulnes (1955) y El camino más largo (1959), Fernando Debessa con Mama Rosa (1957), Egon Wolff con Mansión de lechuzas (1958), Parejas de trapo (1959) y Los invasores (1963), Sergio Vodanovic con Deja que los perros ladren (1959) y El delantal blanco (1963), Isidora Aguirre con Población Esperanza (1959), La pérgola de las flores (1960) y Los papeleros (1962), Jorge Díaz con El cepillo de dientes (1960) y El velero en la botella (1962), Alejandro Sieveking con Ánimas de día claro (1961) y La remolienda (1965) –ambas dirigidas por Víctor Jara–, Jaime Silva con La princesa Panchita (1958) y El Evangelio según San Jaime (1969), entre otros.
Entre 1960 y 1972, la actividad teatral se desarrolló en un clima general de optimismo y vitalidad creativa. Hacia finales de la década de 1960, el teatro universitario gozaba de gran prestigio, lo que estimulaba el trabajo de las compañías estudiantiles en su intento por alcanzar a sectores marginados del quehacer cultural nacional. Durante el gobierno de la Unidad Popular, los teatros universitarios no sólo realizaron giras por todo el país, sino que pusieron en marcha diversas iniciativas tendientes a la masificación de su actividad a través de talleres populares dirigidos a sindicatos, asociaciones juveniles, juntas de vecinos, entre otros. Surgen iniciativas de democratización del acceso y formación de audiencias, como el Festival de Teatro Universitario Obrero de la PUC y el Festival Regional de Teatro Popular. Entre 1970 y 1973, y propiciado por el gobierno de la Unidad Popular, se vivió un gran desarrollo y el número de compañías teatrales se incrementó considerablemente, entre las cuales destacan Teatro Ictus (en la que han participado, entre otros, Claudio di Girólamo, Jaime Celedón, Nissim Sharim, Patricio Contreras, Gloria Münchmeyer, Mónica Echeverría, Delfina Guzmán y Paz Yrarrázabal), Compañía de los Cuatro (creada por Orietta Escámez y los hermanos Héctor, Humberto y María Elena Duvauchelle), El Túnel y Aleph. Junto a estas, la escena teatral de todo el país se pobló de conjuntos aficionados cuyo objetivo primordial era el de expresar su propia visión de mundo con un lenguaje nuevo y directo, llegando a contarse más de 350 grupos en el país, destacando el teatro poblacional y sindical.

### El teatro chileno durante la dictadura: 1973-1990
Después del golpe de Estado de 1973, las universidades fueron intervenidas y muchas de sus actividades cesadas. Este fue el caso de los teatros universitarios Teknos, TUC y de la Universidad de Antofagasta. El Teatro Experimental y el Teatro de Ensayo sufrieron cambios drásticos, entre ellos la pérdida de integrantes, con varios de ellos detenidos y exiliados. La Escuela de Teatro de la Universidad de Chile fue clausurada y sus estudiantes quedaron a la deriva. Mientras se cerraron la mayor parte de los teatros universitarios regionales, reforzando el centralismo del teatro chileno, el teatro de la dictadura militar promovió montajes de autores clásicos y algunas comedias musicales «de costosa producción y escaso valor estético»; surgieron compañías de café-concert que utilizaron elementos y recursos como el show y el espectáculo de cabaré, «obras de entretención de corte tradicional sin gran complejidad técnica ni raigambre social». Durante la primera mitad de la dictadura, el mundo del teatro chileno se ve afectado en todos los ámbitos, contando con escasos recursos económicos para trabajar, con artistas desaparecidos y exiliados, y sujetos a vigilancia ideológica de parte del gobierno. El teatro que logra subsistir opera con la autocensura. Dado que las universidades fueron intervenidas por el régimen, el teatro universitario opta por representar obras clásicas, mientras que el teatro independiente, también dejando de lado ese compromiso social, privilegia, por ejemplo, montar obras del teatro infantil. Con todo, en el periodo surgieron nuevas compañías, como fue el caso de Teatro Imagen, fundada en noviembre de 1973 por Gustavo Meza, Tennyson Ferrada y Yael Unger. 

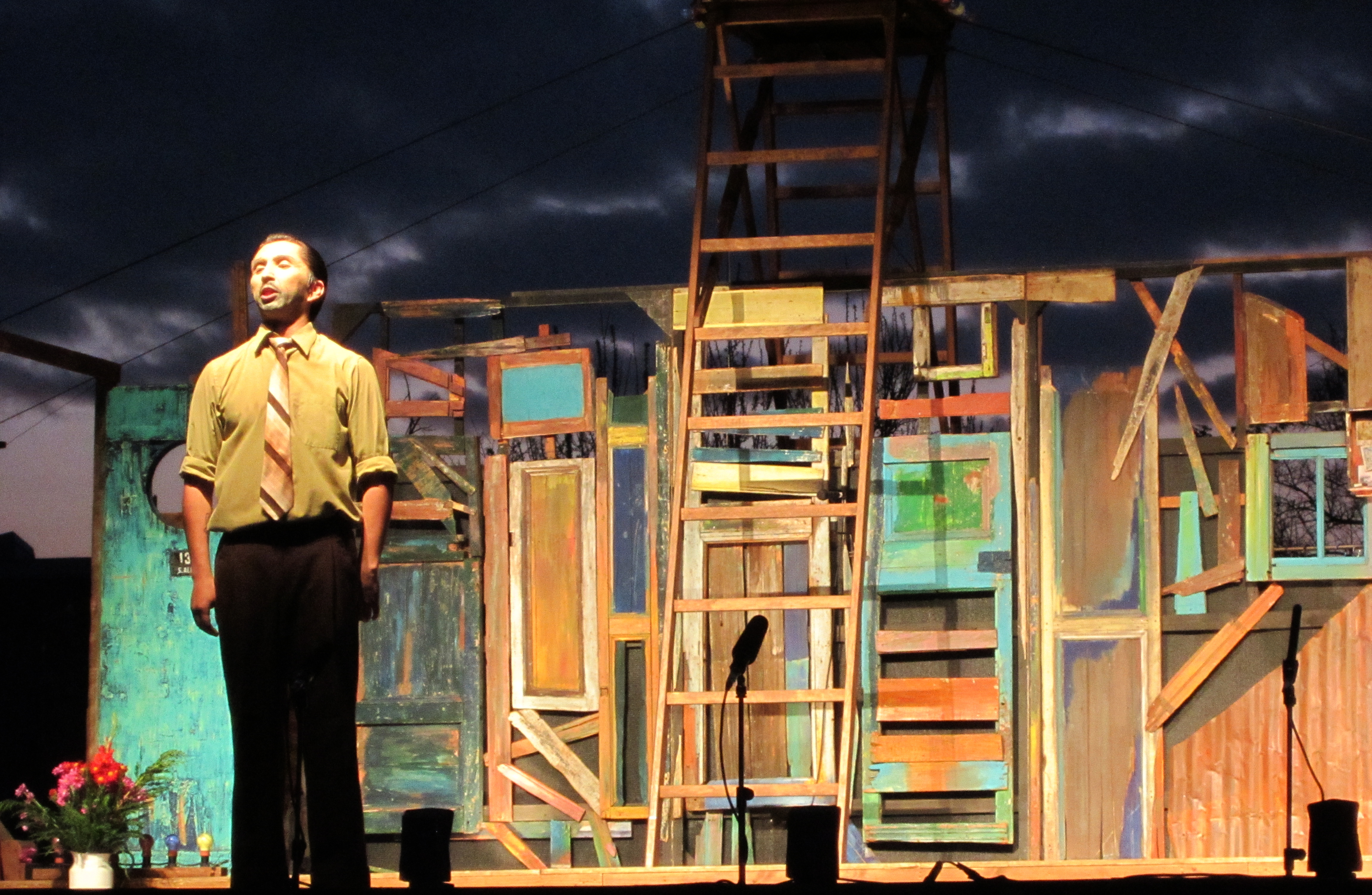
Roberto Parra en La negra Ester (2012)

El teatro chileno tuvo un rol preponderante en la lucha de resistencia cultural al régimen, rescatando valores humanistas y populares, develando abusos de poder, violaciones de derechos humanos y denunciando la censura, estrenándose, entre 1976 y 1981, casi 50 obras teatrales, relacionadas de una u otra manera con la situación que vivía el país, evidenciándose un despertar del teatro. Los autores son dramaturgos tanto de la generación anterior como nuevos, que generalmente actúan en colaboración con un grupo. Hacia 1975, comenzó a articularse un incipiente movimiento de teatro independiente no subvencionado, y surgieron compañías como La Feria, de Jaime Vadell y José Manuel Salcedo, Imagen, Teatro del Ángel, Taller de Investigación Teatral (quienes montaron la exitosa Tres Marías y una Rosa en 1979), Teatro Universitario Independiente, entre otras. De este modo, la actividad teatral volvió a ocupar todo el territorio con temas y problemas de las relaciones humanas, del trabajo, de la crisis económica y la violencia, a través de un lenguaje indirecto, pleno de sugerencias y cargado de humor negro. Así, por ejemplo, una cuota significativa de actores y estudiantes de teatro se volcó al teatro callejero a fines de los años 1970 y comienzos de los 1980 como una manera de llegar en forma directa al público y romper con el estricto control que ejercía el régimen militar sobre las manifestaciones públicas. Muchas compañías nacieron bajo esas condiciones, especialmente las que agrupaban a egresados de la Escuela de Teatro de la Universidad de Chile, como María Izquierdo, Willy Semler y Ximena Rivas. Andrés Pérez hizo lo propio en el año 1977 cuando estrenó Un circo diferente, donde dirigió a Alfredo Castro, Aldo Parodi y Patricio Strahovsky. En 1980, Pérez creó la compañía TEUCO (Teatro Urbano Contemporáneo), que integraron Juan Edmundo González y Roxana Campos, Aldo Parodi, Carmen Disa Gutiérrez, Paulina Hunt y Janine Talloni.
A pesar de que este período se caracterizó por la creación colectiva de los grupos teatrales, este renacer también alcanzó a los dramaturgos, entre los que destacan Juan Radrigán, en Chile –con obras como Testimonio sobre las muertes de Sabina (1979), Hechos consumados (1981), El toro por las astas (1982), Made in Chile (1984), El pueblo de mal amor (1986) y La contienda humana (1988)– y Jorge Díaz, en el exilio. Por otra parte, aunque cada grupo mantuvo su particularidad respecto a la función de cada cual frente a la contingencia política, todos formaron parte de una corriente común de resistencia a la dictadura junto al Canto nuevo, a la Agrupación Cultural Universitaria (ACU), a los escritores, a los artistas plásticos, entre otros. El especialista Hernán Vidal señaló: «el proyecto central de los teatristas chilenos es el de contribuir a la rearticulación de la conciencia nacional dentro del ámbito de fragmentación del autoritarismo». Cabe señalar que en este período, el teatro puramente comercial tuvo gran éxito de público con espectáculos como Cabaret Bijou de Tomás Vidiella, El violinista en el tejado y la transmisión de obras por el Canal 13 de la Universidad Católica de Chile. Por su parte, el director y profesor de teatro Fernando González Mardones creó en 1986 su propia academia, que es una de las más prestigiosas del país, donde ha formado a numerosas generaciones de actores.
A mediados de la década de 1980, el teatro nacional desarrolló una intensa actividad en distintos rincones del territorio con una valiosa acogida del público. La actividad teatral de este período se nutrió de las nuevas experiencias y aprendizajes que trajeron artistas que regresaban del exilio. En ese contexto, aparecieron Andrés Pérez y el Gran Circo Teatro (quienes montaron en el debut de la compañía La negra Ester en 1988, convirtiéndose en la obra de teatro musical más vista de la historia chilena), Ramón Griffero y El Troley, Mauricio Celedón y su Teatro del Silencio, Alfredo Castro y su Teatro La Memoria (1989), el grupo La Troppa de Jaime Lorca, Laura Pizarro y Juan Carlos Zagal, por mencionar algunos. Desde este momento y hasta la recuperación de la democracia en 1990, el teatro nacional diversificó los temas y dio espacio a la experimentación. Griffero es considerado como el introductor de la posmodernidad en el teatro chileno de los ochenta, a partir de sus primeras obras como Recuerdos del hombre con su tortuga (1982) y, especialmente, con las obras montadas junto a la compañía Teatro Fin de Siglo, como Historias de un Galpón Abandonado (1984) y Cinema Utoppia (1985), introdujo una dramaturgia subversiva que marcó nuevos rumbos hacia una mayor libertad escénica, mientras Celedón realiza montajes de teatro gestual, basado en la pantomima clásica y en danza moderna, pero en donde la técnica se pone al servicio de la historia teatral contada.

### Regreso a la democracia ysigloXXI
En 1990 se estrenó la primera obra realizada casi íntegramente por mujeres, aspecto que fue valorado por la crítica teatral del momento: en Cariño malo se reunieron profesionales como la dramaturga María Inés Stranger, la directora Claudia Echenique y la actriz Claudia Celedón. Despuntan durante esta década Rosa Ramírez y María Izquierdo, ambas actrices y directoras, o Carola Jerez, cuya obra cuestiona las fronteras entre performance artística y obra teatral; Alexandra Von Hummel, quien ha hecho un importante aporte como actriz y directora de la compañía La María y las directoras Verónica García-Huidobro y Viviana Steiner. Sobre las tablas, Claudia Di Girólamo, Amparo Noguera y Tamara Acosta se han destacado en la escena teatral a partir de los años noventa.

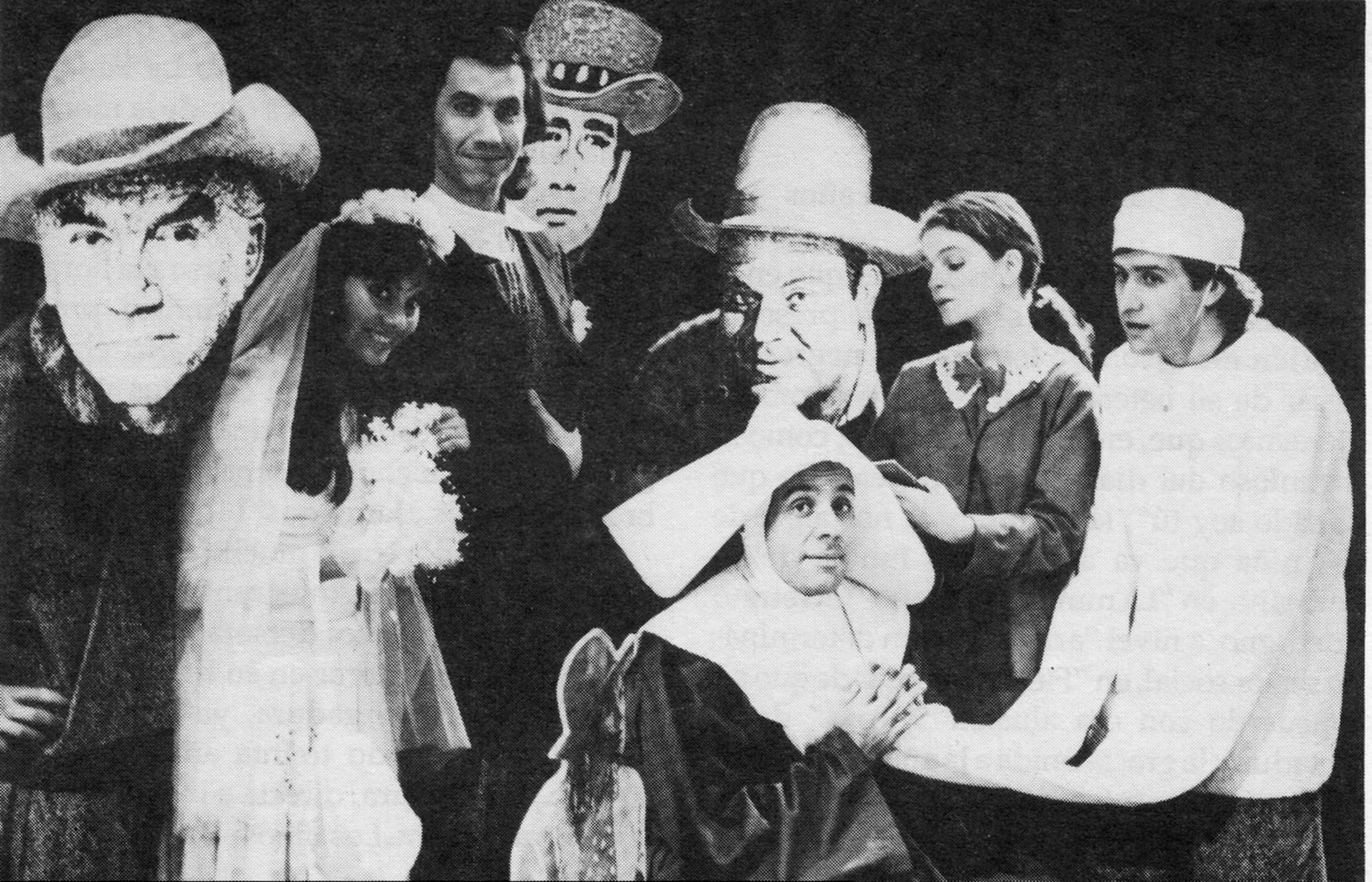
¿Quién me escondió los zapatos negros? (1991), de Teatro Aparte.

Alfredo Castro fundó el Teatro La Memoria, compañía con la que estrenó a comienzos de los noventa una de sus obras fundamentales: La Manzana de Adán. Este trabajo se enmarca dentro de un proceso creativo más amplio, que incluye además las obras Historia de la Sangre y Los Días Tuertos. Juntas, constituyen la Trilogía Testimonial de Chile. Estas obras penetran en el imaginario olvidado de la sociedad chilena, por medio de un lenguaje que trasciende su función meramente informativa para reconstituir la memoria histórica a partir de la metáfora. Con estas obras Castro se posicionó como uno de los más influyentes directores del teatro chileno, obteniendo importantes premios.
También emerge la compañía teatral Teatro Aparte, conformada por Rodrigo Bastidas, Magdalena Max-Neef, Elena Muñoz, Gabriel Prieto y Álvaro Pacull de la Pontificia Universidad Católica de Chile. En 1991 montan ¿Quién me escondió los zapatos negros? que se transforma en un clásico del teatro chileno contemporáneo y que narra la historia del país de la Unidad Popular y la dictadura cívico-militar desde la perspectiva de cinco amigos que cumplen treinta años de edad. En las siguientes décadas serán responsables de éxitos como De 1 a 10, ¿cuánto me quieres?, Yo tú y ellos e Hijos de su madre, transformándose a lo largo de su trayectoria en una de las compañías chilenas de teatro más longevas de la historia, reconociéndoseles sobre todo por su aporte en la creación colectiva y el género de la comedia.

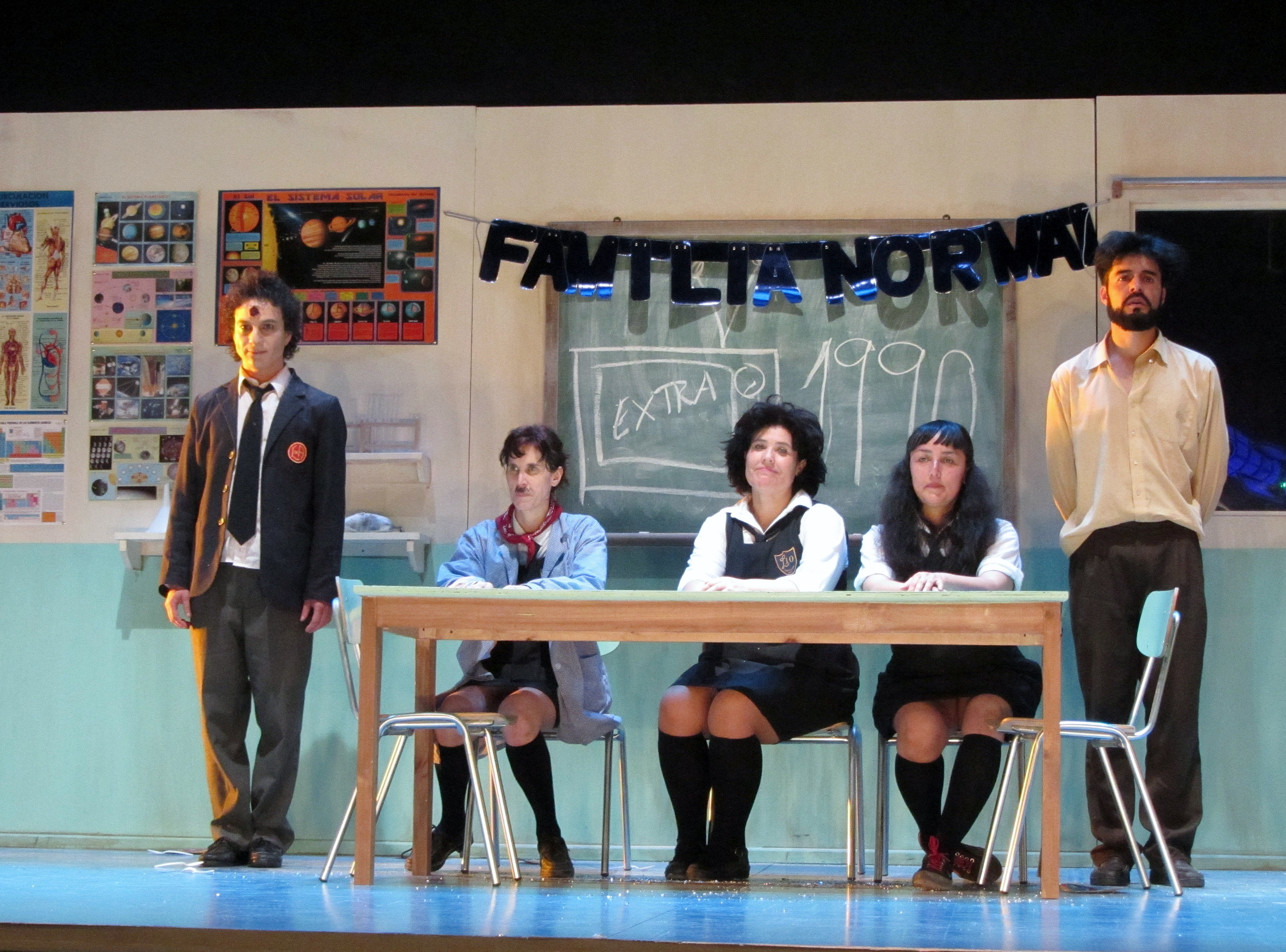
Liceo de niñas, de Nona Fernández, presentada en 2015 por la compañía Pieza Oscura en el Teatro de la Universidad Católica.

La primera década del siglo XXI se encuentra marcada por el surgimiento de un grupo de dramaturgas que ha diversificado la escena nacional. Entre ellas se encuentran Flavia Radrigán, Manuela Infante, Ana María Harcha, Andrea Moro, Lucía de la Maza, Nona Fernández y Manuela Oyarzún. Las actrices Trinidad González y Paula Zúñiga, de la compañía Teatro en el Blanco, han sido ampliamente reconocidas por su trabajo en Neva y Diciembre, ambas del dramaturgo Guillermo Calderón.
A inicios de la década de 2010, el Consejo Nacional de la Cultura y las Artes (CNCA) define una inédita Política de Fomento al Teatro, estableciendo los lineamientos necesarios para el desarrollo del teatro como materia de política pública con base en las cinco características principales: creación artística; promoción y comercialización; participación, acceso y formación de audiencias; patrimonio cultural; e institucionalidad.

## Infraestructura teatral

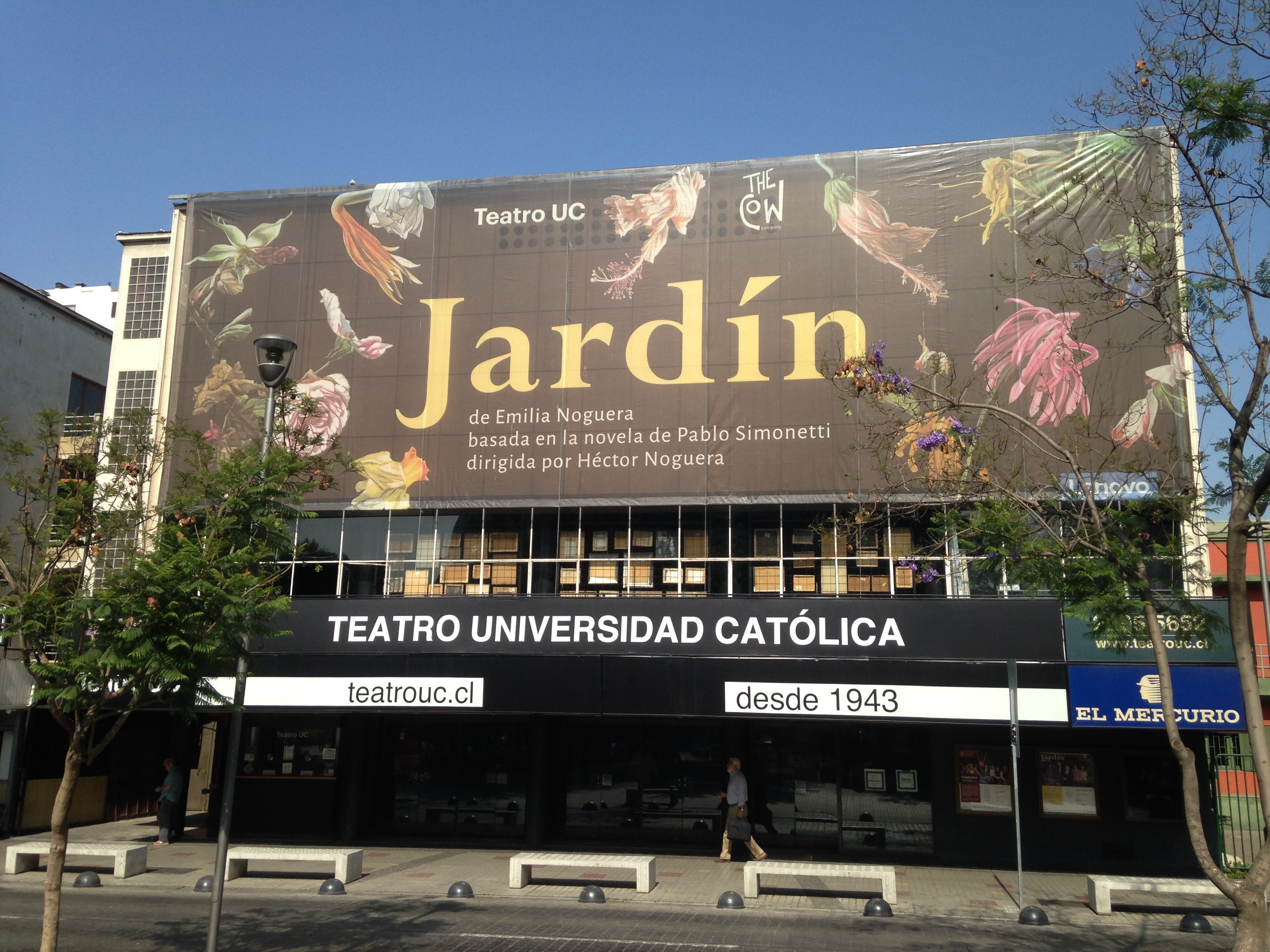
Frontis del Teatro UC en mayo de 2017, promocionando la obra «Jardín» de Emilia Noguera

Al año 2010 el Gobierno de Chile no poseía un número certero de cuantos teatros existían en el país. A 2015 se contabilizaron 145 teatros en todo Chile. Para 2020, existen en Chile 148 teatros o salas de teatro que se hallan operativos.
El Consejo de Monumentos Nacionales reconoce a 16 teatros como monumentos nacionales; estos son el Teatro Municipal de Santiago en Santiago, el teatro Pompeya, en Villa Alemana, el Teatro Municipal de Viña del Mar, el Teatro Cariola de Santiago, el Teatro Galia de Lanco, el Teatro Parque Cousiño en Santiago, el Teatro Huemul en Santiago, el Teatro Victoria en Curicó, el Teatro Alhambra en Taltal, el Teatro Enrique Molina de Concepción, el Teatro Sindicato de Lota, el Teatro Municipal de Pisagua, el Teatro Municipal de Iquique, el Teatro Carrera en Santiago, el Teatro Salitrera María Elena, el Teatro Salitrera de Humberstone y el Teatro Grez en Santiago.
La asociación gremial Red Sala de Teatros cuenta con 24 teatros como miembros: el Anfiteatro Bellas Artes, el Centro Cultural Gabriela Mistral, centro de investigación Espacio Vitrina, el centro de Investigación Teatral La Máquina del Arte, Matucana 100, la sala de teatro de la Universidad Mayor, la Sala Tessier, el Taller XX Yolanda Hurtado, el Teatro Azares, el Teatro Bellavista, el Teatro Camilo Henríquez, el Teatro Camino, el Teatro de Bolsillo, el Teatro del Puente, el Teatro del Cachafaz, el Teatro Finis Terrae, el Teatro Ictus, el Teatro La Memoria, el Teatro Las Tablas, el Teatro LOSPLEIMOVIL, el Teatro Mori, el Teatro Nacional Chileno, el Teatro Sidarte y el Teatro UC.

## Festivales y muestras
Desde 1995, la Secretaría de Comunicación y Cultura del Ministerio Secretaría General de Gobierno organiza la Muestra de Dramaturgia Nacional, concurso público de escritura teatral en Chile que incluye la representación de las obras seleccionadas por un jurado profesional. La organización de la Muestra de Dramaturgia es traspasada, el año 2004, al recién creado Consejo Nacional de la Cultura y las Artes (CNCA). Esta muestra constituye la única actividad orientada específicamente a la promoción de la dramaturgia en el país. A partir del año 2007 el programa fue reformulado en dos años de duración para cada versión. El primer año se seleccionan textos del concurso, los que son premiados con incentivos en dinero; el segundo año corresponde a la Muestra de Dramaturgia Nacional, etapa en la que se ponen en escena los textos seleccionados. Por otra parte, el Área de Teatro del CNCA organiza el Festival de Dramaturgia Europea Contemporánea, cuyo objetivo central es reforzar los elementos de formación estética, ampliando los referentes artísticos en materia de dramaturgia y montaje a través de la realización de semi-montajes, lecturas dramatizadas y talleres de dramaturgia contemporánea en regiones.

## Asociaciones
Se pueden citar las siguientes asociaciones y corporaciones que congregan a profesionales y organizaciones del mundo teatral en Chile:
- Sindicato de Actores de Chile (Sidarte) es una organización gremial sin fines de lucro, cuyo propósito es contribuir al mejoramiento y la ampliación de las posibilidades de empleabilidad en el sector teatral, además de generar identidad y dignidad gremial.
- Corporación de Actores de Chile (Chileactores) es una corporación sin fines de lucro, fundada en el año 1993 con el objeto de proteger a los actores y actrices, artistas, intérpretes o ejecutantes en audiovisuales y sus derechohabientes, asociados o administrados, para la recaudación, administración y defensa de todos los derechos de intérprete o conexos que le hubieren encomendado en administración.
- Sociedad de Autores Nacionales de Teatro, Cine y Audiovisuales, corporación de derecho privado sin fines de lucro que agrupa a los autores de obras dramáticas, cine y audiovisuales. Su objetivo principal es realizar la gestión colectiva de los derechos de autor de obras dramáticas, de cine y audiovisuales en general, tanto de creadores chilenos como extranjeros.
- La Red Salas de Teatro, creada el año 2013, es una asociación gremial sin ánimo de lucro que se constituye a partir de la vinculación de los distintos espacios de difusión de las artes escénicas de la Región Metropolitana, cuya misión es promover la asociatividad de los espacios dedicados al desarrollo de las artes escénicas, con el fin de poner en valor la actividad del sector y sus objetivos apuntan a fomentar estrategias de financiamiento y de fortalecimiento institucional, desarrollar estrategias de formación de audiencias y generar estrategias conjuntas de marketing y difusión.[40]
- La Red Escénica Teatral de Chile es una asociación de salas de teatro a nivel nacional, cuyo objetivo principal es la postulación a fondos concursables, realizar itinerancias y producciones de obras entre las instituciones y coordinar esfuerzos, acciones y conocimientos sobre las producciones teatrales.[41]

## Consumo teatral
De acuerdo a los datos de la Encuesta Nacional de Participación Cultural (2017) del Ministerio de las Culturas, las Artes y el Patrimonio, se observa una tendencia a la baja en la asistencia al teatro desde 2005, pasando de un 20,1% a un 14,2% de los chilenos que afirman haber asistido al teatro en los últimos doce meses; asimismo, el estudio advierte que poco más de un tercio de la población chilena (35,8%) nunca ha ido a ver una obra de teatro en su vida.
Según el Instituto Nacional de Estadísticas, en 2018 hubo 1 594 618 de espectadores en el país y se realizaron 8 371 funciones.